# مارک فارل (تنیس‌باز)
مارک فارل (انگلیسی: Mark Farrell؛ زاده ۶ مهٔ ۱۹۵۳) یک تنیس‌باز اهل بریتانیا بود.